# Cuatrecasasiodendron
Cuatrecasasiodendron es un género con dos especies de plantas con flores perteneciente a la familia Rubiaceae.
Está considerado un sinónimo del género Arachnothryx

## Especies
- Cuatrecasasiodendron colombianum
- Cuatrecasasiodendron spectabile

## Sinonimia
- Cuatrecasasia